# Doreen Jacobi
Doreen Jacobi (* 28. Februar 1974 in Potsdam) ist eine deutsche Schauspielerin und ehemaliges Model.

## Leben und Karriere
Bekannt wurde Jacobi in den frühen 1990er-Jahren durch die ZDF-Vorabendserie Unser Lehrer Doktor Specht. Sie war dort Teil der Hauptbesetzung und drehte parallel zur Vorbereitung ihres Abiturs zwischen 1990 und 1992 13 Folgen. Zwischen 1992 und 1993 studierte Doreen Jacobi Anglistik/Amerikanistik und Theaterwissenschaften und wurde von einem Model-Scout der Agentur Berlin Models entdeckt. Noch im gleichen Jahr belegte sie im größten Modelwettbewerb Europas den zweiten Platz. Ab 1994 nahm sie privaten Schauspielunterricht in London und New York City. 1995 absolvierte sie diverse Tanzkurse am Actor’s Centre in Sydney. 1997 erreichte sie mit einer Hauptrolle in der Sat.1-Actionserie HeliCops – Einsatz über Berlin ein größeres Publikum. Weitere Engagements, überwiegend in Fernsehfilmen und -serien, folgten.
1999 gründete Jacobi mit weiteren Partnern eine Firma für Unternehmenssoftware, in der sie als IT-Managerin tätig ist. Von 2008 bis 2011 studierte sie nebenberuflich Informationstechnologie an der Universität Potsdam und schloss als MBA ab.
2007 erschienen in der April-Ausgabe des Playboy Aktaufnahmen von Jacobi.

## Filmografie (Auswahl)
- 1993–1995: Unser Lehrer Doktor Specht (Fernsehserie)
- 1994: Liebling Kreuzberg – Spatz in der Hand (Fernsehserie)
- 1997: Lexx – The Dark Zone (Fernsehserie)
- 1997: HeliCops – Einsatz über Berlin (Fernsehserie)
- 1997–2000: Der Kapitän (Fernsehserie)
- 1998: Angel Express
- 1998, 2009: Alarm für Cobra 11 – Die Autobahnpolizei (Fernsehserie, 2 Folgen)
- 1999: St. Pauli Nacht
- 2000: Anna H. – Geliebte, Ehefrau und Hure (Fernsehfilm)
- 2000: Der Runner (Fernsehfilm)
- 2001: Die Frau, die Freundin und der Vergewaltiger/Die Frau, die Freundin und das dunkle Geheimnis
- 2002: Das beste Stück (Fernsehfilm)
- 2003: Motown
- 2003: Ein Fall für zwei (Fernsehserie) – Der Mann, der zweimal stirbt
- 2003: Die Schönste aus Bitterfeld (Fernsehfilm)
- 2004: Das allerbeste Stück (Fernsehfilm)
- 2004: Problemzone Schwiegereltern (Fernsehfilm)
- 2005: Macho im Schleudergang (Fernsehfilm)
- 2006: Zwei zum Fressen gern (Fernsehfilm)
- 2007: Tatort – Die Anwältin (Fernsehreihe)
- 2008: U-900
- 2009: Zwölf Winter (Fernsehfilm)
- 2014: Zwischen den Zeiten
- seit 2018: Ein Fall für Dr. Abel (Fernsehreihe)
  - 2018: Zersetzt
  - 2019: Zerschunden